# Warriors (Cricketteam)
Die Warriors waren ein südafrikanisches Cricketteam. Es wurde 2003 gegründet und repräsentierte die Provinzen Ostkap in nationalen Cricket-Wettbewerben. Das Heimatstadien sind das Buffalo Park in East London und das St George’s Park in Port Elizabeth. Die Warriors spielten im Currie Cup, im One-Day-Cup und der Ram Slam T20 Challenge. Nach dem Ende der Saison 2020/21 wurde das Franchise im Rahmen der Reform des südafrikanischen Crickets aufgelöst.

## Currie Cup
Den südafrikanischen First-Class-Wettbewerb, den Currie Cup, konnten die Warriors nicht gewinnen.

## One-Day-Cup
Den südafrikanischen List A-Wettbewerb, den One-Day Cup, konnten die Warriors zweimal gewinnen, wobei eine Meisterschaft, 2017/18, mit Dolphins geteilt wurde.

## Ram Slam T20 Challenge
Der Gewinn des südafrikanischen Twenty20-Wettbewerbes gelang einmal in der Saison 2009/10.
| Jahr    | Spiele | Siege | Niederlagen | No Result | Endplatzierung (Vorrunde) |
| ------- | ------ | ----- | ----------- | --------- | ------------------------- |
| 2004/05 | 5      | 3     | 1           | 1         | Finale (2/6)              |
| 2005/06 | 5      | 0     | 5           | 0         | Vorrunde (6/6)            |
| 2006/07 | 5      | 2     | 2           | 1         | Halbfinale (3/6)          |
| 2007/08 | 6      | 1     | 5           | 0         | Vorrunde (7/7)            |
| 2008/09 | 5      | 4     | 1           | 1         | Halbfinale (1/6)          |
| 2009/10 | 5      | 4     | 1           | 0         | Sieger (1/6)              |
| 2010/11 | 5      | 3     | 2           | 0         | Halbfinale (4/6)          |
| 2011/12 | 12     | 4     | 7           | 0         | Vorrunde (6/7)            |
| 2012/13 | 10     | 6     | 3           | 1         | Halbfinale (2/6)          |
| 2013/14 | 10     | 3     | 4           | 3         | Vorrunde (4/6)            |
| 2014/15 | 10     | 3     | 6           | 1         | Vorrunde (5/6)            |
| 2015/16 | 10     | 4     | 5           | 1         | Vorrunde (4/6)            |
| 2016/17 | 10     | 6     | 3           | 1         | Finale (2/6)              |
| 2017/18 | 10     | 4     | 5           | 1         | Halbfinale (4/6)          |
| 2018/19 | 10     | 4     | 2           | 4         | Finale (2/6)              |
| 2020/21 | 5      | 2     | 3           | 0         | Halbfinale (3/6)          |

## Champions League Twenty20
Für die Champions League Twenty20 konnte sich das Team nur einmal qualifizieren, scheiterte dort jedoch schon in der Vorrunde, ohne einen Sieg errungen zu haben.
| Jahr | Spiele | Siege | Niederlagen | No Result | Endplatzierung (Vorrunde) |
| ---- | ------ | ----- | ----------- | --------- | ------------------------- |
| 2010 | 4      | 3     | 1           | 0         | Finale (2/5)              |
| 2011 | 4      | 2     | 2           | 0         | Vorrunde (4/5)            |

## Erfolge

### First Class Cricket
Gewinn des Currie Cups (0): –

### One-Day Cricket
Gewinn des One-Day Cup (1 + 1 geteilt): 2009/10, 2017/18 (geteilt)

### Twenty20
Gewinn des Ram Slam T20 Challenge (1): 2009/10